# Paul von Heyse
Paul Johann Ludwig von Heyse  (Berlin, 15. ožujka 1830. – München, 2. travnja 1914.), njemački književnik.
Poznat je po svojim novelama. Bio je član minhenskog pjesničkog kruga koji je osnovao kralj Maximilian II. Godine 1910. dobitnik je Nobelove nagrade za književnost.

## Djela
- "Nove novele" (1862.),
- "Protiv struje" (1907.).